# Милака (тауншип, Миннесота)
Милака (англ. Milaca) — тауншип в округе Мил-Лакс, Миннесота, США. На 2000 год его население составило 1189 человек.

## География
По данным Бюро переписи населения США площадь тауншипа составляет 85,2 км², из которых 85,2 км² занимает суша, водоёмов нет.

## Демография
По данным переписи населения 2000 года здесь находились 1189 человек, 411 домохозяйств и 334 семьи.  На территории тауншипа расположено 427 построек со средней плотностью 5,0 построек на один квадратный километр. Расовый состав населения: 98,65 % белых, 0,34 % афроамериканцев, 0,25 % азиатов, 0,25 % — других рас США и 0,50 % приходится на две или более других рас. Испанцы или латиноамериканцы любой расы составляли 0,50 % от популяции тауншипа.
Из 411 домохозяйств в 41,6 % воспитывались дети до 18 лет, в 74,0 % проживали супружеские пары, в 3,4 % проживали незамужние женщины и в 18,5 % домохозяйств проживали несемейные люди. 15,1 % домохозяйств состояли из одного человека, при том 7,1 % из — одиноких пожилых людей старше 65 лет. Средний размер домохозяйства — 2,89, а семьи — 3,20 человека.
30,7 % населения — младше 18 лет, 5,9 % — в возрасте от 18 до 24 лет, 29,2 % — от 25 до 44, 23,3 % — от 45 до 64, и 10,9 % — старше 65 лет. Средний возраст — 36 лет. На каждые 100 женщин приходилось 106,1 мужчин. На каждые 100 женщин старше 18 приходилось 106,5 мужчин.
Средний годовой доход домохозяйства составлял 45 313 долларов и средний доход семьи был 50 074 доллара. Средний доход мужчин —  32 356  долларов, в то время как у женщин — 24 583. Доход на душу населения составил 17 403 доллара. За чертой бедности находились 3,2 % семей и 4,5 % всего населения тауншипа, из которых 2,0 % младше 18 и 14,2 % старше 65 лет.